# Vlijmen en Engelen
Vlijmen en Engelen is een voormalige gemeente in de provincie Noord-Brabant. De gemeente bestond van 1810 tot 1821, waarna de gemeente weer werd opgesplitst in de gemeenten Vlijmen en Engelen. Vlijmen valt nu onder de gemeente Heusden, Engelen onder 's-Hertogenbosch.